# Ngô Bảo Châu

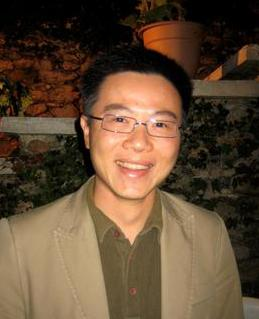
Ngô Bảo Châu

Ngô Bảo Châu (28 juni 1972) is een Vietnamese wiskundige. Hij werkt op dit moment voor het Amerikaanse Institute for Advanced Study in Princeton (New Jersey). 
Châu's vader, Ngô Huy Cẩn, was een hoogleraar in fysica aan de Vietnam National Institute of Mechanics. Châu's moeder, Trần Lưu Vân Hiền, was een dokter en een professor in een ziekenhuis in Hanoi. Op vijftienjarige leeftijd werd Châu toegelaten tot een in de wiskunde gespecialiseerde klasse van de Vietnam National University High School. Châu heeft respectievelijk deelgenomen aan de 29e en 30e Internationale Wiskundige Olympiade (IWO) en werd de eerste Vietnamese student die twee gouden medailles won bij deze Olympiade, waarvan de eerste medaille vergezeld werd door een perfecte score: (42/42).
Na de middelbare school bereidde Châu zich voor om te gaan studeren in Boedapest (Hongarije), maar in de nasleep van de val van het communisme in Oost-Europa stopt de nieuwe Hongaarse regering met het verstrekken van beurzen aan studenten uit Vietnam. Hij kreeg toen een studiebeurs aangeboden door de Franse regering aan de Universiteit van Parijs VI, maar hij koos om te studeren aan de prestigieuze École Normale Supérieure, die eveneens in Parijs ligt. In het jaar 1997 werd hij professor/hoogleraar op de Universiteit Parijs-Zuid 11 onder toezicht van Gerard Laumon. Hij werd lid van de CNRS, waar hij verbleef van het jaar 1998 tot 2005. Daar verdedigde hij zijn habilitatie-graad in 2003.
Châu is het meest bekend door het bewijs van het fundamenteel lemma, voorgesteld door Robert Langlands en Diana Shelstad, een prestatie die door het nieuwsblad Time werd geselecteerd als een van de "Top Tien wetenschappelijke ontdekkingen van 2009" én door het krijgen van de Fields-medaille in 2010 (tijdens een bijeenkomst in Haiderabad (India) op 19 augustus). De Fields-medaille is een onderscheiding die elke vier jaar aan twee tot vier wiskundigen wordt toegekend.
Nadat Ngô Bảo Châu de Fields-medaille kreeg, werd hij professor aan de Universiteit van Chicago.

## Privéleven
Ngô Bảo Châu is getrouwd en heeft drie dochters.